# 佐尔科德
佐尔科德，是匈牙利包尔绍德-奥包乌伊-曾普伦州所辖的一个村。总面积10.22平方公里，总人口237，人口密度23.2人/平方公里（2011年1月1日）。